# Children of the Corn 666: Isaac's Return
Children of the Corn 666: Isaac's Return is een Amerikaanse horrorfilm uit 1999 onder regie van Kari Skogland. Het is het zesde deel in de Children of the Corn-filmserie.

## Verhaal
Hannah Martin was het eerste kind dat voortkwam uit de sekte in Gatlin. Ze keert terug naar het plaatsje om haar biologische moeder te vinden. Nadat Hannah met haar auto strandt in een maisveld, brengt een sheriff haar naar het ziekenhuis. Hier ligt ook Isaac Chroner, die na negentien jaar ontwaakt uit het coma waarin hij belandde nadat hij werd bezeten door He Who Walks Behind The Rows.

## Rolverdeling
| Acteur             | Personage     |
| ------------------ | ------------- |
| Natalie Ramsey     | Hannah Martin |
| Nancy Allen        | Rachel Colby  |
| Paul Popowich      | Gabriel       |
| John Franklin      | Isaac Chroner |
| Alix Koromzay      | Cora          |
| John Patrick White | Matt          |
| Nathan Bexton      | Jessie        |
| William Prael      | Jake          |
| Sydney Bennett     | Morgan        |
| Stacy Keach        | Dr. Michaels  |
| Gary Bullock       | Zachariah     |